# Margrethe Vinstarr
Margrethe Vinstarr, död efter 1597, var en dansk hovfunktionär. Hon var hovdam till Skottlands drottning Anna av Danmark. 
Hennes bakgrund är obekräftad. Anna hade flera danskar bland sin personal under sina första år i Skottland. Margrethe förmodas ha kommit till Skottland år 1591, när två danska hovdamer, förmodligen Sophia Kaas och Cathrina Skinkel, återvände till Danmark från Skottland. 
Hon beskrivs som omtyckt av Anna och som Annas främst rankade hovfröken (kammarfröken). Hon är främst känd i historien för den roll hon spelade under år 1592, när hon hjälpte sin älskare, hovtjänaren och spionen John Wemyss of Logie, att fly från fängelset när han satt fängslad i Palace of Dalkeith. Kungen försökte först få Margrethe avskedad, men det hela slutade med att monarken förlät paret och tillät dem attgifta sig 1593. Hon kvarblev i sin hovtjänst ytterligare några år. Hennes make arresterades och avrättades för att ha deltagit i ytterligare en konspiration år 1597. Hon återvände därefter till Danmark. 
Hennes roll i flykten skildras i balladen The Laird o Logie.